# John Slater (pattinatore)
John Slater (1928 – 1989) è stato un danzatore su ghiaccio britannico. Insieme a Joan Dewhirst ha vinto due medaglie d'argento nelle prime due edizioni del Campionato del mondo nella specialità di danza su ghiaccio.

## Biografia
Slater ha praticato danza su ghiaccio inzieme a Jean Westwood. Nel 1950, dopo lo scioglimento della partnership, ha formato una nuova coppia insieme a Joan Dewhirst. L'anno successivo i pattinatori hanno partecipato a una competizione internazionale che si è svolta a Milano, in concomitanza dei Campionati mondiali nelle specialità di individuale maschile e femminile e di coppia. Nell'evento, una prova prima dell'ingresso a tutti gli effetti della danza su ghiaccio al Campionato del mondo nel 1952, Dewhirst e Slater hanno vinto l'argento alle spalle di Jean Westwood e del suo nuovo partner Lawrence Demmy. Qualche tempo dopo, al Campionato britannico, le posizioni si sono invertite, con l'oro andato a Dewhirst e Slater e l'argento a Westwood e Demmy. Nei due anni successivi la coppia ha vinto altri due ori al Campionato britannico e due argenti al Campionato del mondo. Nel 1954 i pattinatori si sono ritirati, si sono sposati e hanno iniziato a partecipare a esibizioni. Dal loro matrimonio sono nati due figli, Nicky Slater, che negli anni 1980 avrebbe rappresentato la Gran Bretagna ai Giochi olimpici invernali nella danza su ghiaccio, e Kim. Slater è morto nel 1989.

## Risultati
Con Joan Dewhirst
| Evento                | 1951 | 1952 | 1953 |
| --------------------- | ---- | ---- | ---- |
| Campionati mondiali   |      | 2°   | 2°   |
| Campionati britannici | 1°   | 1°   | 1°   |